# Сысоево (Марий Эл)
Сысоево — деревня в Мари-Турекском районе Республики Марий Эл России. Входит в состав Косолаповского сельского поселения.

## География
Деревня находится в восточной части республики, в зоне хвойно-широколиственных лесов, в пределах Мари-Турекского плато, на левом берегу реки Буй, на расстоянии примерно 22 километров (по прямой) к северу от посёлка городского типа Мари-Турек, административного центра района. Абсолютная высота — 109 метров над уровнем моря.

### Климат
Климат характеризуется как умеренно континентальный, с умеренно холодной снежной зимой и относительно тёплым летом. Среднегодовая температура воздуха — 2,2 °С. Средняя температура воздуха самого тёплого месяца (июля) — 18,5 °C (абсолютный максимум — 38 °С); самого холодного (января) — −14 °C (абсолютный минимум — −48 °С). Продолжительность периода с устойчивыми морозами — в среднем 127 дней. Среднегодовое количество атмосферных осадков составляет 496 мм, из которых около 70 % выпадает в тёплый период период.

### Часовой пояс
Деревня Сысоево, как и вся Марий Эл, находится в часовой зоне МСК (московское время). Смещение применяемого времени относительно UTC составляет +3:00.

## Население
| 2002 | 2010 |
| ---- | ---- |
| 525  | ↘523 |

### Национальный состав
Согласно результатам переписи 2002 года, в национальной структуре населения марийцы составляли 77 % из 523 чел.

## Известные жители
- Крылова Ида Ивановна (1925—1999) — самодеятельная исполнительница и собирательница старинных марийских песен, участница фольклорно-этнографического ансамбля Мари-Турекского района Марий Эл «Савак кундем», заслуженный учитель школы Марийской АССР, кавалер ордена Октябрьской Революции. В 1967—1980 годах преподавала марийский язык и литературу в Сысоевской восьмилетней школе Мари-Турекского района МАССР, также до 1994 года вела здесь уроки обслуживающего труда. В 2015 году на здании школы в память о ней была установлена мемориальная доска. С 2000 года в Сысоевском Доме культуры Мари-Турекского района Марий Эл ежегодно проходит региональный фестиваль-конкурс молодых исполнителей народной песни имени И. И. Крыловой
- Бурков Николай Алексеевич (1912—1995) — педагог, журналист, партийный работник, участник Великой Отечественной войны, кавалер орденов Красной Звезды, Отечественной войны II  и I степени, «Знак Почёта». В 1950—1966 годах был директором Больше-Руяльской 7-летней школы Мари-Турекского района Марийской АССР.